# تالیسین جفی
تالیسین جفی (به انگلیسی: Taliesin Jaffe) (زاده ۱۹ ژانویه ۱۹۷۷) بازیگر آمریکایی است.
از فیلم‌هایی که وی در آن نقش داشته‌است می‌توان به آقای مادر اشاره کرد.